# 月胸窜鸟属
月胸窜鸟属（学名：Melanopareia）是雀形目的一个属，分布于南美洲，传统上被归类为窜鸟科，但目前被归为单独的月胸窜鸟科（学名：Melanopareiidae）。
月胸窜鸟生活在干旱灌木丛中，通常在地面觅食，食性不甚明确，但推测它们主要以无脊椎动物为食；鸟类学家对它们的繁殖同样知之甚少，但有少量研究表明它们是单配偶制的，雌雄共同抚养雏鸟。
本属包含以下五个物种：
- 领月胸窜鸟 Melanopareia torquata
- 双领月胸窜鸟 Melanopareia bitorquata
- 绿冠月胸窜鸟 Melanopareia maximiliani
- 秘鲁月胸窜鸟 Melanopareia maranonica
- 丽月胸窜鸟 Melanopareia elegans